# コッラード・ディヴレーア
コッラード・ディヴレーア （Corrado d'Ivrea, ? - 1001年、コッラード・コーノ（Corrado Cono）とも）は、イタリア王ベレンガーリオ2世とウィラの三男で、アダルベルト2世とグイードの弟である。彼は第7代のイヴレーア侯（辺境伯）であった。

## 略歴
957年から961年までミラノ侯であったコッラードは、神聖ローマ皇帝オットー1世の作戦で父と兄アダルベルトが敗退しグイードが処刑された後、最終的な和解を行った。そして、オットーは965年、彼をイヴレーア辺境伯に任命した。
トリノ辺境伯アルドゥイーノの娘リチルダと結婚した。